# Inglisia vitrea
Inglisia vitrea är en insektsart som beskrevs av Cockerell 1894. Inglisia vitrea ingår i släktet Inglisia och familjen skålsköldlöss. Inga underarter finns listade i Catalogue of Life.